# Майер, Стефан Эрнст Иоганн
Стефан Эрнст Иоганн Майер (родился 15 декабря 1973 года в городе Бургхаузен (Бавария)), римский католик, является немецким политиком Христианско-Социального союза (ХСС). С 2002 года он является членом немецкого Бундестага и пресс-секретарем по внутренним делам фракции ХДС/ХСС, а также является членом группы исполнительного совета ХДС/ХСС в немецком Бундестаге.

## Жизнь и карьера
После окончания школы в 1993 году Майер поступил в университет Людвига-Максимилиана в Мюнхене по специальности юриспруденции, который окончил в 1997 после сдачи первого юридического государственного экзамена. После стажировки он сдал второй государственный экзамен в 2000 году и с 2009 работает адвокатом в юридической фирме Nachmann Vilgertshofer Scharf Barfuß Rechtsanwalts GmbH в Мюнхене.

## Партия
Майер был с 1994 по 2003 председателем районного объединения Молодёжного Союза (Юнге Унион) в Альтэттинге. С 1997 он является заместителем председателя ХСС районного объединения Альтэттинга и с того времени принадлежит также к совету округа верхней Баварии ХДС. С 2006 года является Майер заместителем регионального председателя союза перемещенных (Union der Vertriebenen (UdV)) и с 2009 членом Совета партии ХСС.

## Депутат парламента
С 1996 года Майер входит в состав городского совета Нойэттинга (Верхняя Бавария) и в окружной совет района Альтэттинга. С 2002 он является членом немецкого Бундестага.
В выборах в Бундестаг в 2009 году он получил 60,7 % первичных голосов и тем самым достиг третий лучший результат по всей Германии среди всех депутатов. Он является регулярным членом комитета по внутренним делам и комитета по спорту 18-го законодательного периода немецкого Бундестага. Майер является членом парламентского контрольного органа PKGr и председателем немецко-британской группы парламентариев. Кроме того он является заместителем члена комитета по транспорту, строительству и городскому развитию и заместителем члена комитета по исследованиям NSA. В дополнение ко всему Майер также является председателем рабочей группы по внутренним делам, праву, спорту, добровольной работы, культуры и медиа партии ХСС.

## Общественная активность
С 2010 года Стефан Майер является президентом Федеральной ассоциации технической помощи (Technisches Hilfswerk-Bundesvereinigung e. V.), организации гражданской защиты и защиты от катастроф Федеративной Республики Германии. Он также является членом президиума союза перемещенных (BdV), организации по побегу, изгнанию и переселению немцев с родины.